# Чепмен, Сьюзан
Сьюзан Клэр Чепмен (англ. Susan Claire Chapman; род. 17 сентября 1962, неизвестно), в замужестве Попа (англ. Popa) — австралийская гребчиха, выступавшая за сборную Австралии по академической гребле в 1980-х годах. Бронзовая призёрка летних Олимпийских игр в Лос-Анджелесе, чемпионка Игр Содружества, победительница и призёрка многих регат национального значения.

## Биография
Сьюзан Чепмен родилась 17 сентября 1962 года.
Занималась академической греблей во время учёбы в школе Lauriston Girls' School. Затем поступила в Мельбурнский университет, где тоже состояла в гребной команде и неоднократно принимала участие в различных студенческих соревнованиях.
Начиная с 1983 года регулярно выступала в зачёте национальных первенств Австралии, побеждала и становилась призёркой в распашных дисциплинах двоек, четвёрок и восьмёрок.
Первого серьёзного успеха на взрослом международном уровне добилась в сезоне 1984 года, когда вошла в основной состав австралийской национальной сборной и благодаря череде удачных выступлений удостоилась права защищать честь страны на летних Олимпийских играх в Лос-Анджелесе. В составе четырёхместного экипажа, куда также вошли гребчихи Карен Бранкур, Марго Фостер, Робин Грей-Гарднер и рулевая Сьюзан Ли, финишировала в решающем заезде третьей позади экипажей из Румынии и Канады — тем самым завоевала бронзовую олимпийскую медаль. При всём при том, на этих соревнованиях из-за бойкота отсутствовали некоторое сильнейшие команды, такие как ГДР и СССР, и конкуренция была ниже.
После лос-анджелесской Олимпиады Грей-Гарднер ещё в течение некоторого времени оставалась в составе гребной команды Австралии и продолжала принимать участие в крупнейших международных регатах. Так, в 1985 году она стартовала в безрульных двойках на мировом первенстве в Хазевинкеле, но была здесь далека от призовых позиций.
В 1986 году выступила на чемпионате мира в Ноттингеме, в распашных рулевых четвёрках сумела квалифицироваться лишь в утешительный финал B и расположилась в итоговом протоколе соревнований на седьмой строке. Также в этом сезоне побывала на Играх Содружества в Эдинбурге, откуда привезла награды серебряного и золотого достоинства, выигранные в рулевых четвёрках и восьмёрках соответственно.
Будучи специалистом по физическому воспитанию и здоровью, впоследствии работала детским тренером по гребле.
Замужем за австралийским гребцом румынского происхождения Ионом Попой, который также выиграл бронзу на Олимпийских играх 1984 года (в восьмёрках). Их дочь Розмари Попа (англ. Rosemary Popa, род. 1991) тоже стала гребчихой и превзошла олимпийские достижения родителей, выиграв золото в четвёрках на Играх 2020 года в Токио.